# Градиштеа (Ђурђу)
Градиштеа (рум. Grădiștea) насеље је у Румунији у округу Ђурђу у општини Комана. Oпштина се налази на надморској висини од 49 m.

## Становништво
Према подацима из 2002. године у насељу је живело 1647 становника.

### Попис2002.
| Расподела становништва по националности 2002.‍ | Расподела становништва по националности 2002.‍ | Расподела становништва по националности 2002.‍ | Расподела становништва по националности 2002.‍ | Расподела становништва по националности 2002.‍ |
| --------------------------------------------- | --------------------------------------------- | --------------------------------------------- | --------------------------------------------- | --------------------------------------------- |
|                                               |                                               |                                               |                                               |                                               |
| Румуни                                        | Румуни                                        |                                               | 1.618                                         | 98,3%                                         |
| Роми                                          | Роми                                          |                                               | 22                                            | 1,3%                                          |
| Турци                                         | Турци                                         |                                               | 6                                             | 0,4%                                          |